# Tần Ngạn
Tần Ngạn (giản thể: 秦彦; phồn thể: 秦彥; bính âm: Qín Yàn, ? - 2 tháng 3 năm 888), nguyên danh Tần Lập (秦立), là một quân phiệt và cuối thời nhà Đường, ông kiểm soát Tuyên Thiệp, và sau đó từng kiểm soát Dương châu- thủ phủ của Hoài Nam quân trong một thời gian ngắn, trước khi chiến bại trước Dương Hành Mật. Sau đó, ông hợp binh với tướng lĩnh nổi dậy Tôn Nho (孫儒), rồi bị người này giết chết.

## Tham gia nổi dậy
Tần Lập là người Từ châu, là một binh sĩ ở châu này. Trong những năm Càn Phù (874-879) thời Đường Hy Tông, trong một sự kiện, ông bị buộc tội trộm cắp và bị giam giữ, bị kết án tử hình. Vào một đêm, ông mơ thấy ai đó nói với mình: "Ngươi có thể theo ta". Khi tỉnh dậy, ông đã thoát khỏi nhà tù. Ông đổi tên thành Tần Ngạn, tập hợp được một nhóm gồm 100 người. Cùng với họ, ông tập kích và giết chết huyện lệnh của Hạ Bi, đoạt lấy tư trang của chính quyền huyện. Sau đó, ông cùng những người này tham gia cuộc nổi dậy của Hoàng Sào.
Vào năm 879, khi Trấn Hải tiết độ sứ Cao Biền khiển các bộ tướng Trương Lân (張璘) và Lương Toản (梁瓚) tiến công Hoàng Sào và liên tiếp giành được thắng lợi, Tần Ngạn cùng với một số tướng lĩnh khác của Hoàng Sào, bao gồm Tất Sư Đạc, Lý Hãn Chi (李罕之) và Hứa Kình (許勍), đầu hàng Cao Biền. Cao Biền bổ nhiệm Tần Ngạn là Hòa châu thứ sử.

## Đoạt lấy Tuyên Thiệp
Năm 882, Tần Ngạn lệnh cho con đem vài nghìn lính tập kích thủ phủ Tuyên châu của Tuyên Thiệp quân. Quân của Tần Ngạn trục xuất Tuyên Thiệp quan sát sứ Đậu Quất (竇潏)- người đang bị bệnh, Tần Ngạn thay thế chức vụ của Đậu Quất. Triều đình Đường không thể làm được gì, phải đồng ý để Tần Ngạn làm quan sát sứ. Một thuộc cấp của Đậu Quất là Trương Cát (張佶), rời khỏi Tuyên châu do khinh miệt Tần Ngạn.

## Đoạt lấy Dương châu
Vào mùa hè năm 887, Tất Sư Đạc nổi dậy và bao vây thủ phủ Dương châu của Hoài Nam. Lã Dụng Chi cố thủ trong thành, Tất Sư Đạc không thể nhanh chóng chiếm thành nên sai người đến chỗ Tần Ngạn, xin cứu viện và hứa sẽ ủng hộ Tần Ngạn làm chủ Hoài Nam sau khi giành được thắng lợi. Tần Ngạn khiển thuộc hạ là Tần Trù (秦稠) đến tiếp viện cho Tất Sư Đạc, Lã Ngạn Chi sau đó bỏ thành. Tất Sư Đạc quản thúc tiết độ sứ Cao Biền, nghênh đón Tần Ngạn đến Dương châu và ủng hộ Tần Ngạn làm Hoài Nam tiết độ sứ.

## Bại trận và bị giết
Lư châu thứ sử Dương Hành Mật không sẵn sàng chấp thuận Tần Ngạn, ông ta mượn thêm binh của Hòa châu thứ sử Tôn Đoan (孫端) tiến quân về Dương châu. Lã Dụng Chi hợp binh với Dương Hành Mật, và Trương Thần Kiếm (張神劍). Dương Hành Mật bao vây Dương châu, bắt đầu từ ngày 20 tháng 6. Tần Ngạn khiển Tất Sư Đạc và Trịnh Hán Chương phản công, song bị Dương Hành Mật đánh bại, Tần Ngạn sau đó không dám tiến hành một cuộc phản công giải vây nào khác. Lo ngại rằng Cao Biền dùng phép thuật để yểm mình và binh lính, Tần Ngạn đồ sát Cao Biền cũng gia quyến. Sau vài tháng bị bao vây, Dương châu chịu một nạn đói lớn, và các binh sĩ của Tần Ngạn đến từ Tuyên Thiệp phải dùng thịt người làm quân lương. Tuy vậy, Dương Hành Mật vẫn không chiếm được thành và định triệt thoái, song vào ngày 18 tháng 11, một thuộc hạ của Lã Dụng Chi là Trương Thẩm Uy (張審威) mở cổng thành cho quân của Dương Hành Mật tiến vào. Khi hay tin, Tần Ngạn và Tất Sư Đạc hỏi ý ni cô Vương Phụng Tiên (王奉仙) vì cho rằng bà có khả năng tiên tri, họ làm theo lời ni cô là chạy trốn, Dương Hành Mật đoạt được Dương châu.
Thoạt đầu, Tần Ngạn và Tất Sư Đạc định chạy đến Đông Đường ở gần Dương châu, song tướng Trương Hùng (張雄) từ chối tiếp nhận họ. Hai người định chạy về phía nam đến thủ phủ Tuyên châu của Tuyên Thiệp, song vào lúc này quân của Tần Tông Quyền do đệ là Tần Tông Hành (秦宗衡) tiến đến vùng lân cận, Tần Tông Hành phái sứ giả đến chỗ Tần Ngạn và Tất Sư Đạc, mời họ hợp binh chống Dương Hành Mật, hai người chấp thuận.
Không lâu sau, Tần Tông Hành bị cấp phó là Tôn Nho (孫儒) sát hại, Tôn Nho giành lấy quyền chỉ huy. Tôn Nho cùng với Tần Ngạn và Tất Sư Đạc sau đó tiến công Cao Bưu, buộc Trương Thần Kiếm phải chạy trốn đến Dương châu rồi bị Dương Hành Mật giết. Tuy nhiên, Tôn Nho không tin tưởng Tần Ngạn và Tất Sư Đạc, dần dần tước bỏ binh quyền của họ. Phó tướng Đường Hoành (唐宏) tin rằng Tôn Nho cuối cùng sẽ giết chết họ, vì thế ông ta quyết định tự cứu mình bằng cách vu cáo Tần Ngạn và Tất Sư Đạc phối hợp với Tuyên Vũ tiết độ sứ Chu Toàn Trung. Vào đầu năm 888, Tôn Nho sát hại Tần Ngạn, Tất Sư Dạc và Trịnh Hán Chương.